# Sticherus
Sticherus es un género con 112 especies de plantas vasculares perteneciente a la familia Gleicheniaceae. Es originario de  América tropical.

## Algunas especies
- Sticherus affinis  	(Kuhn) Nakai
- Sticherus amoenus 	(Alderw.) Nakai
- Sticherus arachnoideus E.Ø.Andersen & B.Øllg.
- Sticherus aurantiacus 	E.Ø. Andersen & B. Øllg.
- Sticherus axialis 	(H.Christ) Nakai